# Pauline Philipe Reichstul
Pauline Philipe Reichstul (Praga, Checoslováquia, 18 de junho de 1947 - Paulista/Abreu e Lima, Pernambuco, 8 de janeiro de 1973) foi uma psicóloga e guerrilheira urbana tchecoslovaca engajada contra a ditadura civil-militar brasileira.. Em 1972, atuou como integrante da Vanguarda Popular Revolucionária - VPR. Pauline foi morta, aos 26 anos, no episódio conhecido como Massacre da Chácara São Bento, junto de outros cinco militantes da VPR. Também atuava sob o codinome Silvana Denaro ou Gorda.

## Biografia

### Infância e juventude
Filha de judeus poloneses sobreviventes da Segunda Guerra Mundial, Ethel e Selman Reichstul, Pauline passou pouco tempo de sua vida na Checoslováquia. Sua família partiu rumo a Paris quando ela tinha 18 meses, em 1949. Lá permaneceram até 1955, quando migraram para o Brasil. Estabeleceram-se em São Paulo e, aos 8 anos, iniciou os estudos no Liceu Pasteur.

### Primeiros anos de militância
Aos 18 anos, mudou-se para Israel, lá trabalhou e estudou por um ano e meio. Tendo passado um período na Dinamarca e na França, Reichstul estabelece residência na Suíça em 1966. Primeiramente em Lausanne e, mais tarde, em Genebra, onde graduou-se em Psicologia pela Universidade de Genebra, em 1970. Foi nesse período que teve contato com movimentos estudantis brasileiros, assim como exilados contra a ditadura civil-militar que se estabelecera no Brasil, em 1964.
Desde então, a jovem integrou movimentos de resistência na Europa, colaborando com a denúncia de violação de direitos humanos e desaparecimento de pessoas durante a repressão. Casou-se com Ladislau Dowbor, dirigente da VPR à época. Mais tarde, ele retornou ao Brasil, o que pôs fim ao relacionamento entre os dois. Já separada de Dowbor, integrou a VPR e ingressou para Cuba, onde adquiriu treinamento militar, em 1971. Em Cuba, Reichstul conheceu o guerrilheiro Eudaldo Gomes, com quem se relacionaria mais tarde.

### Retorno ao Brasil e integração na luta armada nordestina
Nesse período, Pauline perdera o contato com o irmão mais novo, Henri Philippe Reichstul, que também colaborou com a militância política contra a repressão no Brasil. Ele chegou a ficar preso durante 9 meses. Em 1972, mesmo ano que Pauline regressara ao Brasil, Henri partiu para a Inglaterra, onde iniciaria os estudos na Universidade de Oxford.
Era um momento de forte repressão política durante o governo do general Médici, conhecido como "anos de chumbo". Pauline e Eudaldo viajaram para o Brasil separadamente para evitar suspeitas. Reichstul fixou-se em Pernambuco, junto de outros militantes da VPR, com a finalidade de integrar uma base da VPR na região do Nordeste.
De acordo com o livro-reportagem "Massacre da Granja São Bento", do jornalista Luiz Felipe Campos, primeiro Eudaldo, depois Pauline, chegaram a se hospedar na Boutique Mafalda, localizada nas proximidades do centro histórico de Olinda. O local era mantido por Soledad Barret Viedma e Daniel - nome pelo qual José Anselmo dos Santos era conhecido pela VPR, o ex-cabo Anselmo. Esse foi agente-duplo durante a ditadura, sendo um dos responsáveis pela emboscada que levou à morte dos militantes.
Um tempo depois, Reichstul e Gomes estabeleceram-se em uma propriedade alugada, mantida com dinheiro da VPR. A propriedade ficava perto da Igreja São Bento, em Abreu e Lima.

## Circunstâncias da Morte

### Sequestro e morte
Pauline Reichstul foi morta entre os dias 8 e 9 de janeiro de 1973, no episódio que ficou conhecido como "Massacre da Granja São Bento", ou "Massacre da Chácara São Bento". Os militantes Eudaldo Gomes da Silva, Jarbas Pereira Marques, José Manoel da Silva, Evaldo Luiz Ferreira de Souza e Soledad Barret Viedma, também integrantes da VPR, foram mortos na mesma emboscada.
A operação foi executada pela equipe do Delegado Sérgio Paranhos Fleury, do Departamento de Ordem Política e Social de São Paulo. Contou com a colaboração de José Anselmo, informante responsável por delatar cerca de 200 pessoas ao DOPS, incluindo sua namorada, a paraguaia Soledad Viedma, que possivelmente estava grávida.
"Na noite de 7 de janeiro, Eudaldo e Pauline notaram a movimentação de pessoas estranhas próximas ao sítio, em Abreu e Lima. Era uma casa escondida no meio do mato, por isso, caso fossem policiais, não era possível que estivessem ali numa ronda corriqueira. O casal conseguiu escapar às pressas e pouco depois chegou ao apartamento de Rio Doce".
De acordo com o depoimento de Jorge Barret, irmão de Soledad, prestado à Comissão Estadual da Memória e Verdade Dom Helder Câmara, Pauline e Soledad foram conduzidas de automóvel por Anselmo até o centro da cidade. As duas partem até Boa Viagem para ir até a boutique "Chica Boa", de Sonja Cavalcanti Lócio. A proprietária,  em sessão pública à CEMVDHC, afirmou que ambas as militantes chegaram em sua residência na manhã do dia 8 de 1973. Soledad iria receber o pagamento por algumas peças. Feito o pagamento, dois veículos estacionaram a alguns metros da residência: um fusca e uma veraneio do Incra. Desse último desceram cinco homens, dos quais três seguraram Pauline e Soledad com as mãos para trás. Enquanto isso, os outros dois revistaram a boutique. Ao constatarem que não havia mais ninguém na loja, levaram as militantes para trás da boutique e começaram a espancar Pauline.
"Sonja Cavalcanti reagiu aos gritos, pedindo ajuda ao marido que estava em outra parte da casa. Com sua aproximação os homens puxaram as armas e disseram: “Não se aproxime! Porque nós somos da polícia”. No entanto, em nenhum momento, foi apresentada uma identificação qualquer".
Os homens eram agentes do DOI-CODI. As duas mulheres sequestradas foram transportadas no veículo do INCRA. Nessa mesma data, ocorreram as prisões de Eudaldo, Jorge Barret e sua esposa. No mesmo dia, Pauline, junto dos outros seis militantes, foi eliminada.
À época, Pauline foi sepultada como indigente no Cemitério da Várzea, em Recife, com os demais militantes. Posteriormente, seus restos mortais foram retirados por seu irmão e sepultados no Cemitério Israelita de Pernambuco.

### Versão oficial de órgãos repressivos
Em documento do Serviço Nacional de Informações, consta que Pauline Reichstul, assim como os outros militantes, havia morrido "em choque armado - entre terroristas e órgãos de segurança" durante um Congresso Nacional realizado pela VPR.
A versão oficial de órgãos repressivos afirmou que o episódio se passara na Granja São Bento, em Paulista, no dia 8 de janeiro de 1973. Os agentes da segurança teriam descoberto sobre a militância da VPR devido à prisão de José Manoel da Silva em Torima. Ele teria conduzido à força os agentes até o local do Congresso, sendo morto a tiros pelos próprios integrantes da VPR. Durante o confronto, Evaldo teria escapado, sendo localizado e morto em troca de tiros por resistir à prisão no dia 9 de janeiro de 1973, já em Olinda.

### Cobertura pela imprensa da época
Dois jornais de relevância em Pernambuco, Jornal do Commercio e Diário de Pernambuco, noticiaram, no dia 11 de janeiro de 1973, o episódio. Um "congresso terrorista" havia ocorrido em Recife, levando à morte seis guerrilheiros vinculados à VPR.
Na mesma data, o jornal Folha de S.Paulo também noticiou o acontecimento, cujo título era "Desarticulado um Reduto Terrorista em Pernambuco". O veículo relatou que houve "ordem de prisão dos terroristas que se achavam reunidos, os quais, no entanto, reagiram a bala". Na notícia, Reichstul foi descrita como "amante do terrorista Eudaldo Gomes da Silva".

## Investigação
As investigações foram realizadas pelas seguintes comissões: Comissão Especial sobre Mortos e Desaparecidos Políticos (CEMDP), Comissão Estadual da Memória e Verdade Dom Helder Câmara (CEMVDHC)  e Comissão Nacional da Verdade. A partir da análise dos dados coletados por tais comissões, foi comprovado que não houve tiroteio. Os militantes foram capturados em locais e situações distintas e mortos sob tortura, "de modo que o tiroteio foi somente uma encenação para justificar as mortes".
Alguns documentos comprovam a falsidade da versão oficial dos órgãos repressores. No Exame de Perícia em Local de Ocorrência, datado de 9 de janeiro de 1973 e de autoria do Instituto de Polícia Técnica, é ausente a descrição de marcas de projétil no cômodo onde as vítimas foram encontradas. Isso refuta a possibilidade de ter havido ali um tiroteio. Nesse laudo, constam também as lesões, produzidas por arma de fogo, das quais Pauline foi vítima.
Outro documento relevante é o Laudo de Inspeção Médico-Legal de Corpo, realizado em 9 de janeiro de 1973 pelo Instituto Médico Legal de Pernambuco. Em tal documento, constam descrições de lesões relacionadas à tortura. Em 1996, a advogada Mércia Albuquerque, em testemunho à CMDP, afirmou ter tido acesso aos corpos das vítimas no necrotério, que "estavam muito estragados, marcas de pancadas, [...] desnudados e todos os corpos estavam inchados". Sobre Reichstul, disse que a boca estava arrebentada, que continha marcas pela testa, cabeça e que seu corpo estava bastante marcado. Em outra sessão pública, em 2013, a advogada faz mais um relato, em vídeo. Ela acrescenta que Pauline tinha uma perfuração no ombro.
A CEMVHC realizou nova perícia técnica, Laudo Pericial nº 2077A. 3/2013, sobre o episódio em questão, que reitera a inviabilidade de ter ocorrido troca de tiros entre os militantes e os agentes de segurança. A Análise Conclusiva da investigação afirma que as circunstâncias do episódio caracterizam uma execução.

### O Sítio São Bento
Exames periciais solicitados pela CEMVDHC em relação à área da Granja São Bento, cujas conclusões foram em 2016, no Laudo Pericial nº 1891.3-2004, afirmam que "era voz corrente no local que aquela região [...] fora palco de violência, e que aquela localidade, pertencia ao município de Paulista e, devido à emancipação política, hoje pertence ao município de Abreu e Lima". Além disso, foi retomada no documento a colaboração de alguns moradores locais, como o Sr. Milton Cordeiro, que à época afirmou que "pessoas chegaram à granja amarradas, trazidas por soldados do Exercito". Além disso, conta também no depoimento de Cordeiro que "ouviram-se vários tiros na casa de taipa" e "na manhã do dia seguinte, foram transportados por rede pelos militares".

### Autoria da violação de direitos humanos
A execução dos militantes foi conduzida pelo Delegado do DOPS/SP, Sérgio Fleury. Colaborou como informante da repressão o ex-cabo Anselmo, autor do Relatório Paquera, documento enviado ao DOPS. Tal documento comprovou, durante as investigações, que a emboscada foi possível não pela traição de um integrante da VPR, mas pela espionagem praticada por Anselmo. As investigações realizadas concluíram que Pauline Reichstul foi vítima de estreita vigilância do Estado, assim como torturada e executada por agentes de segurança vinculados o Estado.
Os outros agentes do DOPS/SP que compartilham da autoria do crime são:
- Governador de São Paulo, Laudo Natel;
- Secretário de Segurança Pública de São Paulo, general Servulo Mota Lima;
- Delegado Carlos Alberto Augusto.

## Homenagem
Henri Philippe Reichstul destinou a quantia recebida da indenização da morte da irmã ao desenvolvimento do Instituto Pauline Reichstul.

## Ver Também
- Lista de mortos e desaparecidos políticos na ditadura militar brasileira